# Oleg Kim
Oleg Lvovitsj Kim (Russisch: Олег Львович Ким) (Alma-Ata, 19 juli 1949) is een Russische basketbalcoach die coach was van verschillende teams in de Sovjet-Unie en Rusland. Hij kreeg de onderscheiding Geëerd Coach van de Sovjet-Unie in 1988. 

## Carrière
Kim begon zijn carrière bij het damesteam van KazPI in 1971. In 1979 stapte hij over naar de legerploeg SKA Alma-Ata. Halverwege het seizoen 1991/92 veranderde de naam van de club in Zjoeldoez Alma-Ata. Ze werden tweede om het Landskampioenschap van het GOS in 1992. In 1993 verhuisde Kim met volledige team naar Samara in Rusland en stichtte CSK VVS op. Met CSK VVS werd hij twee keer tweede om het Landskampioenschap van Rusland in 1994 en 1995. In 1996 stapte hij over naar de Sportakademklub Moskou. In 1998 keerde hij terug naar CSK VVS dat in middels was verhuisd naar Toela en nu Arsenal Toela heette. Met Arsenal werd hij één keer derde om het landskampioenschap van Rusland in 1999. Na één seizoen stapte hij over naar Unie Zaretsjny. In 2000 werd Kim door hoofdcoach Valeri Tichonenko gevraagd om zijn assistent-coach te worden bij CSKA Moskou. Kim was ook nog coach bij Chimik-Avtodor Engels en Universitet-Joegra Soergoet.
Kim was assistent-coach onder hoofdcoach Sergej Jelevitsj van het nationale heren basketbalteam van Rusland in het kwalificatie toernooi voor het Europees kampioenschap basketbal mannen 2003.

## Erelijst
- Landskampioen GOS:
  - Tweede: 1992

- Landskampioen Rusland:
  - Derde: 1994, 1995, 1999